# Neferhotep I
Neferhotep I   (segle XVIII aC - 1730 aC) fou un rei de la dinastia XIII  que va governar a la segona meitat del segle XVIII aC.
Net d'un ciutadà no reial d'una família de tebans amb antecedents militars, la relació de Neferhotep I amb el seu predecessor Sobekhotep III no està clara i és possible que hagi usurpat el tron. Neferhotep I probablement era contemporani dels reis Zimri-Lim de Mari i Hammurabi de Babilònia. Poc se sap de les seves activitats durant el seu regnat durant una dècada i el document més important que sobreviu del seu govern és una estela d'Abydos que relata la creació d'una imatge d'Osiris i la determinació de Neferhotep que es fes "tal com ho van indicar els déus al principi dels temps". Cap al final del seu regnat, Neferhotep I va compartir el tron amb el seu germà Sihathor, una corregència que va durar d'uns mesos a un any.
El seu nom vol dir "Bellesa i satisfacció" i fou germà gran del seu successor Sobekhotep IV. Li correspon el número 27 al Papir de Torí i va tenir un regnat relativament llarg, per comparació, ja que va durar uns 12 anys. El seu nom de tron Khasekhemre vol dir "Poderosa és l'aparença de Ra".
S'han trobat objectes del seu regnat a l'illa Sehel (el seu nom està gravat a les roques set vegades), dues esteles a Abidos (del segon i quart any de regnat) i una a Biblos. Hi ha uns 60 escarabats d'aquest faraó i almenys dos cilindres. Es conserven també tres estàtues, una trobada a Elefantina i dues a Karnak.